# Acoustic Hearts of Winter
Acoustic Hearts of Winter – świąteczny album duetu Aly & AJ z USA. Premiera płyty miała miejsce 26 września 2006 roku w USA.
Jedyny singel Greatest Time of Year został wykorzystany do promocji filmu Śnięty Mikołaj 3. Premiera teledysku miała miejsce 16 października 2006 roku na antenie Disney Channel przed premierą Disney Channel Original Movie Magiczny duet.
Do 31 grudnia 2006 roku album został sprzedany w ilości 110 tys. kopii w samych USA.

## Historia albumu
Wideoklipy z płyty miały swoją premierę na portalu Barnes & Noble. Wersja Target Corporation zawierała extra utwór We Wish You a Merry Christmas. Wersja ta miała premierę 25 września 2007 roku; zawierają 2 dodatkowe piosenki Winter Wonderland i Rockin' around the Chtitmas Tree.
Brytyjska wersja Acoustic Hearts of Winter miała premierę 29 września 2008 roku. Drugie wydanie Acoustic Hearts of Winter w Wielkiej Brytanii. Wcześniej album został wydany w Wielkiej Brytanii 27 listopada 2006 roku bez żadnych dodatków.

## Lista utworów
1. "Greatest Time of Year"- 3:41
2. "Joy to the World"- 2:52
3. "We Three Kings"- 2:54
4. "The First Noel"- 1:44
5. "God Rest You Merry Gentelmen"- 2:33
6. "Silent Night"- 3:05
7. "I'll Be Home for Christmas"- 2:44
8. "Let It Snow, Let It Snow, Let It Snow, Let It Snow"- 2:08
9. "Deck the Halls"- 1:54
10. "Little Drummer Boy"- 2:37
11. "Not This Year"- 3:24

### Bonus Tracks
1. "We Wish You a Merry Christmas" – 1:22 (2007 Target Bonus track)
2. "Winter Wonderland" – 2:43 (2007 Target Bonus track)
3. "Rockin' around the Christmas Tree" – 2:05 (2007 Target Bonus track)

### Billboard 200
Album zajął 78. miejsce na liście Billboard 200

### Single
1. "Greates Time of Year" wydany 16 października 2006 roku.

## Autorzy i wykonanie piosenek
"Greatest Time of Year"
- Autorzy: Aly Michalka, AJ Michalka, Antonina Armato, Tim James
- Gitara: Tim Pierce
- Bass: Sean Hurley
- Perkusja: Dorian Crozier
- Klawisze: Jamie Muhoberac

"Joy to the World"
- Autorzy: Tradycyjna
- Adaptacja i Aranżacja: Aly Michalka, AJ Michalka, Antonina Armato, Tim James
- Perkusja: Luis Conte
- Gitara: Tim Pierce i Dean Parks
- Klawisze: Jamie Muhoberac
- Bass: Sean Hurley
- Wiolonczela: Cameron Stone

"The First Noel"
- Autorzy: Tradycyjna
- Adaptacja i Aranżacja: Aly Michalka, AJ Michalka, Antonina Armato, Tim James
- Perkusja: Luis Conte
- Gitara: Tim Pierce i Dean Parks
- Klawisze: Jamie Muhoberac
- Bass: Sean Hurley
- Wiolonczela: Cameron Stone

"God Rest You Merry Gentlemen"
- Autorzy: Tradycyjna
- Adaptacja i Aranżacja: Aly Michalka, AJ Michalka, Antonina Armato, Tim James
- Perkusja: Luis Conte
- Gitara: Tim Pierce i Dean Parks
- Klawisze: Jamie Muhoberac
- Bass: Sean Hurley
- Wiolonczela: Cameron Stone

"Silent Night"
- Autorzy: Tradycyjna
- Adaptacja i Aranżacja: Aly Michalka, AJ Michalka, Antonina Armato, Tim James
- Perkusja: Luis Conte
- Gitara: Tim Pierce i Dean Parks
- Klawisze: Jamie Muhoberac
- Bass: Sean Hurley
- Wiolonczela: Cameron Stone

"I'll Be Home for Christmas"
- Autorzy: K. Gannon, W. Kent, B. Ram
- Perkusja: Luis Conte
- Gitara: Tim Pierce i Dean Parks
- Klawisze: Jamie Muhoberac
- Bass: Sean Hurley

"Let It Snow"
- Autorzy: Jule Styne, Sammy Cahn
- Perkusja: Luis Conte
- Gitara: Tim Pierce i Dean Parks
- Klawisze: Jamie Muhoberac
- Bass: Sean Hurley
- Zmiksowana przez: Bob Zamitti

"Deck the Halls"
- Autorzy: Tradycyjna
- Adaptacja i Aranżacja: Aly Michalka, AJ Michalka, Antonina Armato, Tim James
- Perkusja: Luis Conte
- Gitara: Tim Pierce i Dean Parks
- Klawisze: Jamie Muhoberac
- Bass: Sean Hurley

"Little Drummer Boy"
- Autorzy: Katherine Davis, Henry Onorati, Harry Simeone
- Perkusja: Dorian Crozier
- Bass: Sean Hurley
- Gitara: Tim Pierce

"Not This Year"
- Autorzy: Aly Michalka, AJ Michalka, Antonina Armato, Tim James
- Perkusja: Dorian Crozier
- Gitara: Tim Pierce
- Bass: Sean Hurley
- Klawisze: Jamie Muhoberac

| Lista (2006)                        | Pozycja na liście | Sprzedaż |
| ----------------------------------- | ----------------- | -------- |
| U.S. Billboard 200                  | 78                | 100 000+ |
| U.S. Billboard Top Holiday Albums   | 14                | 100 000+ |
| U.S. Billboard Comprehensive Albums | 86                | 100 000+ |

## Dodatkowe informacje
- Aly & AJ nagrały Jingle Bell Rock w 2004 roku w Radio Disney Jingle Jams, ale nie ukazał się na trackliscie Acoustic Hearts of Winter.